# Farlete
Farlete es una localidad y municipio de España, en la provincia de Zaragoza, comarca de los Monegros y comunidad autónoma de Aragón.

## Historia
En los inicios de la guerra civil española Farlete fue uno de los objetivos de la Columna Los Aguiluchos de la FAI en su avance desde Barcelona hacia Zaragoza, durante las siguientes semanas al golpe de Estado del 18 de julio de 1936 tras una encarnizada lucha por los campos aledaños a la localidad donde hubo batalla de artillería y aérea el resultado fue la toma de la localidad a manos de la columna anarquista, todo ello ha quedado reflejado en el documental La Batalla de Farlete.

## Demografía
Farlete cuenta con una población de 394 habitantes (INE 2024).
| Gráfica de evolución demográfica de Farlete entre 1842 y 2021                                                       |
| |
| Población de derecho según los censos de población del INE Población de hecho según los censos de población del INE |

El municipio de Farlete se extiende en una superficie de 104,12 km². Está situado en los Monegros sur, la zona más árida de dicha comarca natural.

## Administración y política
| Período   | Alcalde                      | Partido   |  |
| --------- | ---------------------------- | --------- |  |
| 1979-1983 | José María Puértolas Alierta | PSOE      |  |
| 1983-1987 | Salvador Fustero Fustero     | AP/PDP/UL |  |
| 1987-1991 | Daniel Alierta Alierta       | PSOE      |  |
| 1991-1995 | Daniel Alierta Alierta       | PSOE      |  |
| 1995-1999 | Daniel Alierta Alierta       | PSOE      |  |
| 1999-2003 | Daniel Alierta Alierta       | PSOE      |  |
| 2003-2007 | Daniel Alierta Alierta       | PSOE      |  |
| 2007-2011 | Héctor Azara Fustero         | PAR       |  |
| 2011-2015 | Héctor Azara Fustero         | PAR       |  |
| 2015-2019 | Héctor Azara Fustero         | PAR       |  |
| 2019-2023 | Héctor Azara Fustero         | Cs        |  |

| Partido político    | Partido político                                   | 2003   | 2007   | 2011   | 2015   | 2019   |
| Partido político    | Partido político                                   | Ediles | Ediles | Ediles | Ediles | Ediles |
|                     | Ciudadanos (CS)                                    | —      | —      | —      | —      | 4      |
|                     | Partido Aragonés (PAR)                             | 2      | 3      | 3      | 4      | —      |
|                     | Partido de los Socialistas de Aragón (PSOE-Aragón) | 3      | 2      | 3      | 3      | 2      |
|                     | Partido Popular de Aragón (PP)                     | 1      | 1      | —      | —      | 1      |
|                     | Chunta Aragonesista (CHA)                          | 1      | 1      | 1      | —      | —      |
| Total de concejales | Total de concejales                                | 7      | 7      | 7      | 7      | 7      |

## Lugares de interés
La Santuario de la Virgen de la Sabina del siglo XVII, la Iglesia de San Juan Bautista de estilo barroco, la Torre de La Torraza, levantada en el siglo XIV, las famosas cuevas de la Sierra de Alcubierre en la cima de San Caprasio (812 m), junto con Monte Oscuro (822 m), son varios de sus atractivos turísticos.